# Porumbacu de Sus, Sibiu
Porumbacu de Sus (germană Ober-Bornbach, în trad. „Pârâul Born din Sus”) este un sat în comuna Porumbacu de Jos din județul Sibiu, Transilvania, România.

## Geografie
Satul Porumbacu de Sus este situat la poalele vârfului Negoiu din Munții Făgăraș, fiind localizat la 24 de grade, 28 minute, 30 secunde longitudine estică si 45 de grade, 44 minute, 10 secunde latitudine nordică.
Vatra satului, care este situat în partea de sud-est a județului Sibiu, are o suprafață de 91 ha. În partea de răsărit se află satul Sărata, la apus se află orașul Avrig și la nord se află satul (centrul de comună) Porumbacu de Jos. Comuna din care fce parte se află amplasată într-o regiune de șes, la contactul cu munții Făgărașului, întinzându-se până la versantul nordic al acestora.
Străzi principale, în partea apuseană: strada Susenilor în prelungire cu strada Mălăieștilor. O altă stradă duce de la podul Râului Mare până la Liscov în direcția Avrig. Celelalte străzi: Ungheț și Pariște sunt mai scurte; în partea răsăriteană străzile principale sunt Ulița Mare, Ulița Boierașului, Pe sub Coastă și Prund.

## Istorie

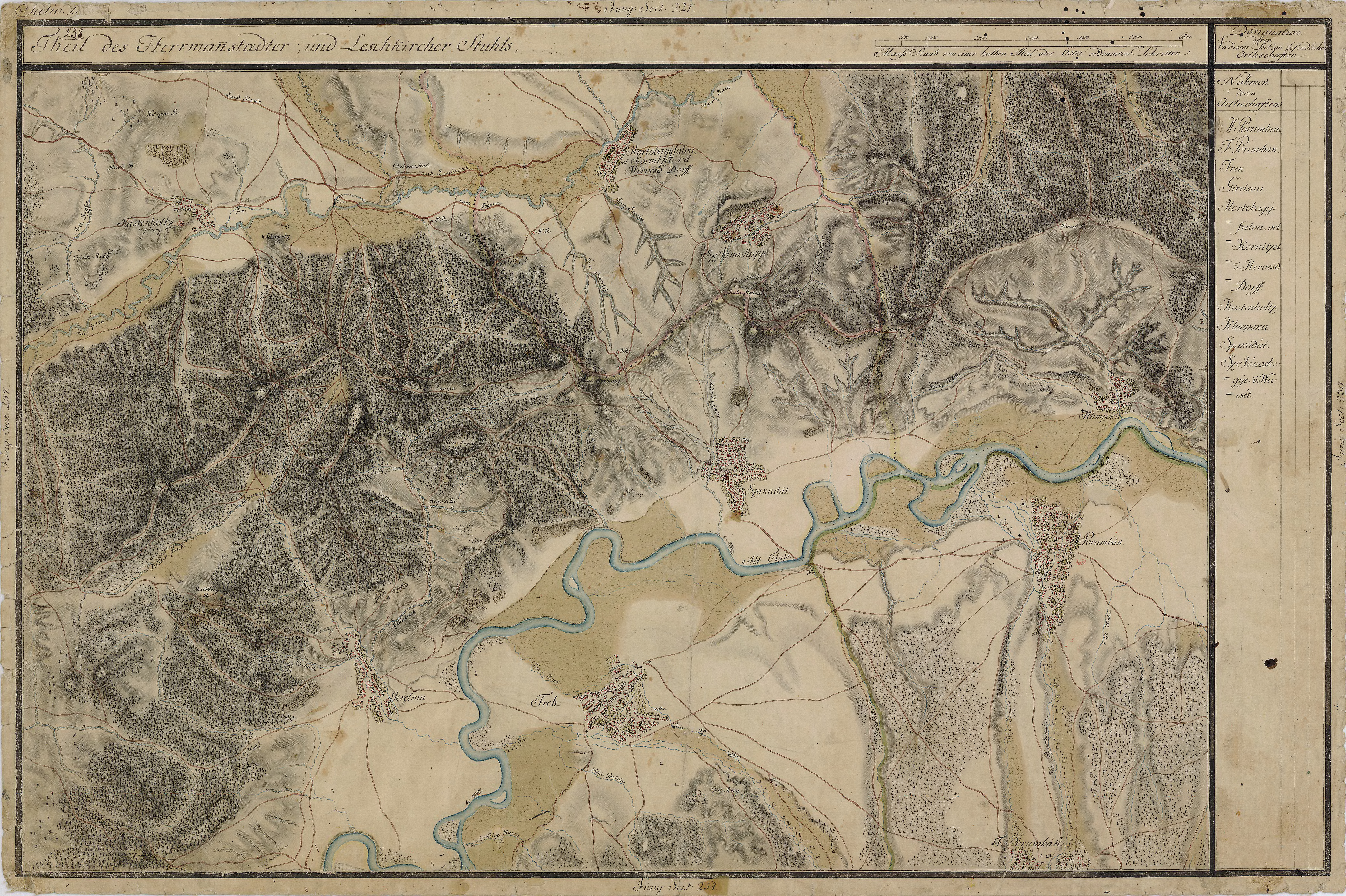
Porumbacu de Sus în Harta Iosefină a Transilvaniei, 1769-1773

Satul dateaza din anul 1223.
Din registrul conscripțiunii care a fost organizată în Ardeal, în anul 1733, la cererea episcopului unit Inocențiu Micu-Klein, aflăm că la Porumbacul de Sus au fost recenzate 125 de familii, adică vreo 625 de persoane. Aflăm, din registrul aceleiași conscripțiuni, și numele preoților care serveau la bisericile din Porumbacul de Sus: Iuon, Andrej, Sztán, Iuon, Szimion, Georgie, Maftei, precum și Todor, toți uniți . Despre ultimul dintre acești preoți, Todor, aflăm că ar exista dubii referitoare la reala sa hirotonire. În Porumbacul de Sus, în anul 1733, erau două biserici. Denumirea localității, Felső-Porumbak, precum și numele unora dintre preoți erau redactate cu ortografie maghiară, întrucât rezultatele conscripțiunii erau destinate unei comisii formate din neromâni, în majoritate unguri.
În prezent, în Porumbacu de Sus există tot 2 parohii, dar pe lângă acestea mai există și o biserică romano-catolică (fiind de rezervă) fiecare cu preotul său; parohia apuseană îl are preot pe părintele Nicolae Popa, iar parohia răsăriteană îl are preot pe părintele Nicolae Ancău.

## Colindatul de Crăciun
Obiceiurile tradiționale, specifice localității Porumbacu de Sus, dintre care la loc de frunte se situează cele desfășurate la solstițiul de iarnă de către cetele de feciori. Cele mai frumoase datini sunt legate de Crăciun. Cetele de feciori, in numar de doua (Rasariteană și Apuseană) se constituie, de obicei, la lăsatul postului de Craciun, cand isi aleg prin vot deschis si persoanele care conduc: primar ṣi crâșmar. Cetele au urmatoarele atributii: 
- colindatul în noaptea de Craciun, cînd sunt întâmpinați cu daruri;
- organizarea jocurilor și petrecerii tineretului din sat în cursul sărbătorilor de iarnă, inițierea feciorilor și fetelor la joc;
- să îndeplinească diferite rituri și ceremonii cu caracter vădit arhaic, legate de ocupațiile tradiționale principale, de măritatul fetelor și însuratul feciorilor, sporul casei și gospodăriei, sănătatea oamenilor, corelate cu o seamă de opinii[necesită clarificare], credințe si practici tradiționale.

Statutul fiecărui membru al cetei este relevat prin elemente de port și podoabe specifice.
În ajunul Crăciunului, ceata de feciori pornește spre biserică alături de muzicanți, pentru a primi binecuvântarea preotului. Merg apoi să colinde preotul, primarul, dascalii si padurarii, fetele de maritat, dupa care incepe colindatul fiecarei gospodarii. Pe drum de la o casa la alta, ceata merge manifestandu-se zgomotos. La intrarea in casa, colindatorii dau binețe - "Buna seara lui Ajun" - apoi ceata se așează pe scaune in jurul mesei, dar si in picioare, pe masa aflandu-se darurile pregatite. In casa se canta 1 - 3 colinde, la cererea gazdei sau la initiativa sefului. Dupa ce colinda si multumeste gazdei se executa jocul menit a aduce buna dispozitie, sanatate si belsug pentru anul care vine.

## Cimitirul eroilor din Primul Război Mondial
Cimitirul Eroilor Români din Primul Război Mondial este amplasat la hotarul comunei, la 1,5 km de localitate, spre est. A fost amenajat în anii 1920 și are o suprafață de 2.400 mp. În acest cimitir sunt 72 de morminte individuale și o groapă comună în care au fost înhumați cca. 500 de eroi. Inițial însemnele de căpătâi au fost din lemn, dar în anul 1960 acestea au fost înlocuite cu unele din beton.

## Imagini

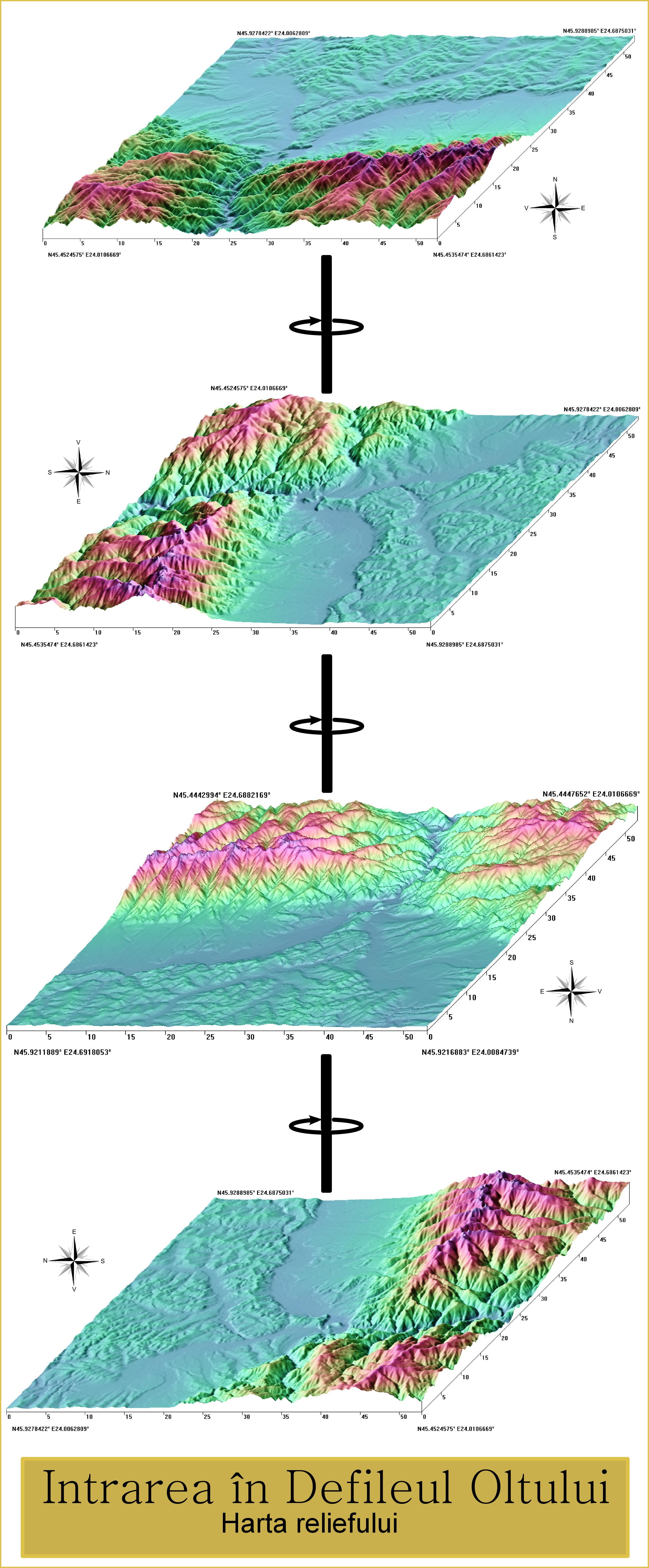
Harta topografică la intrarea Oltului în defileu
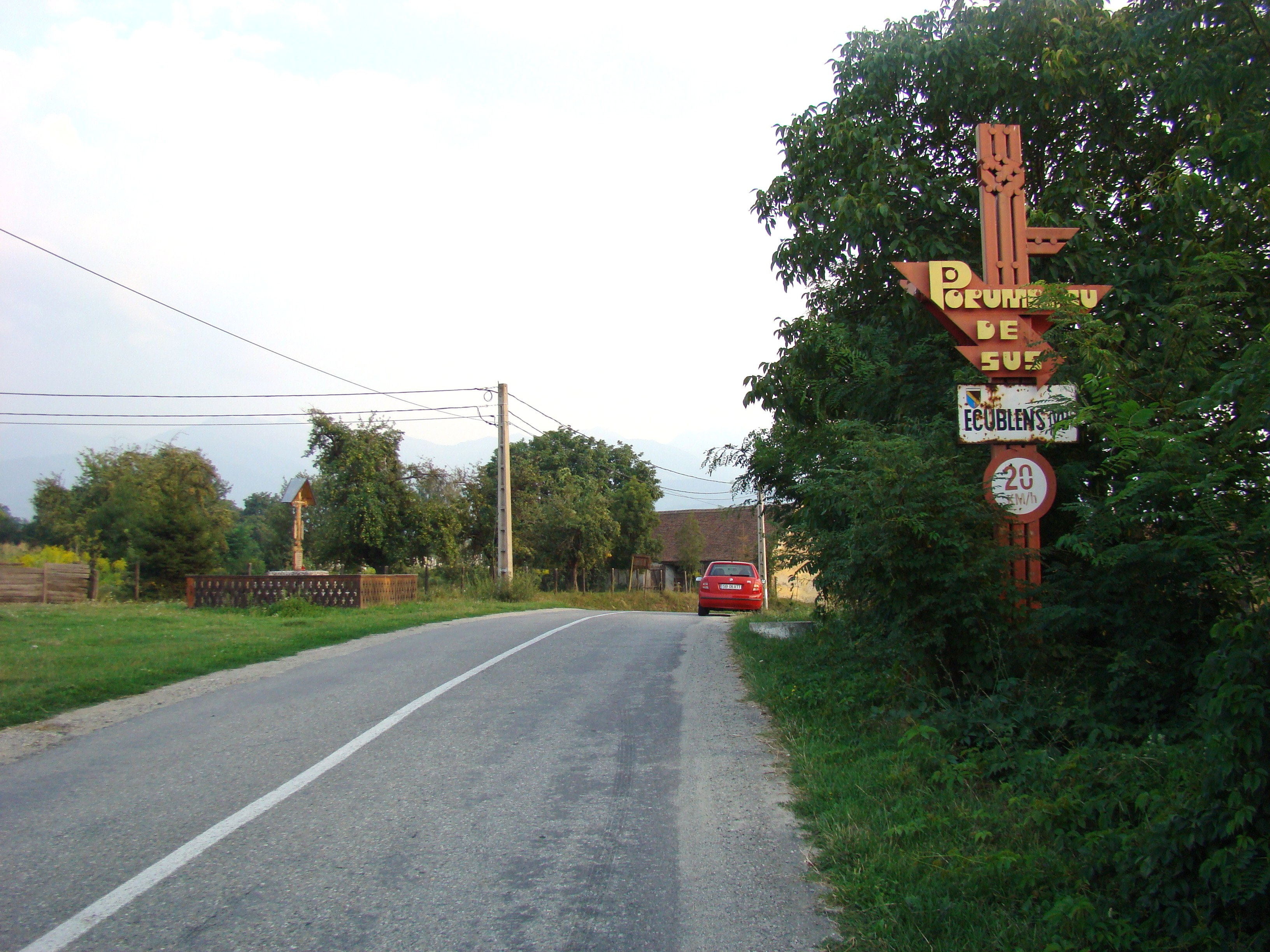
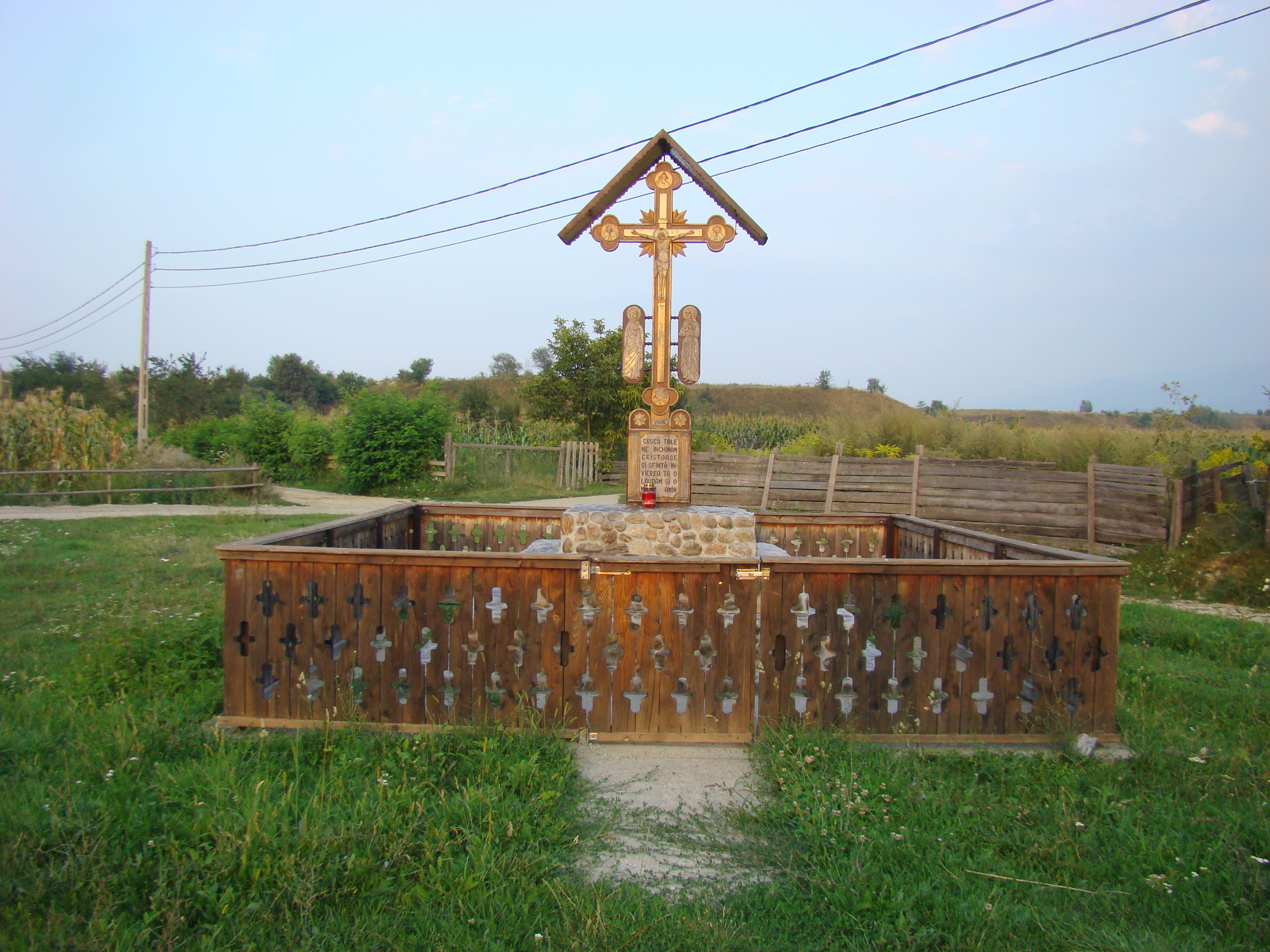
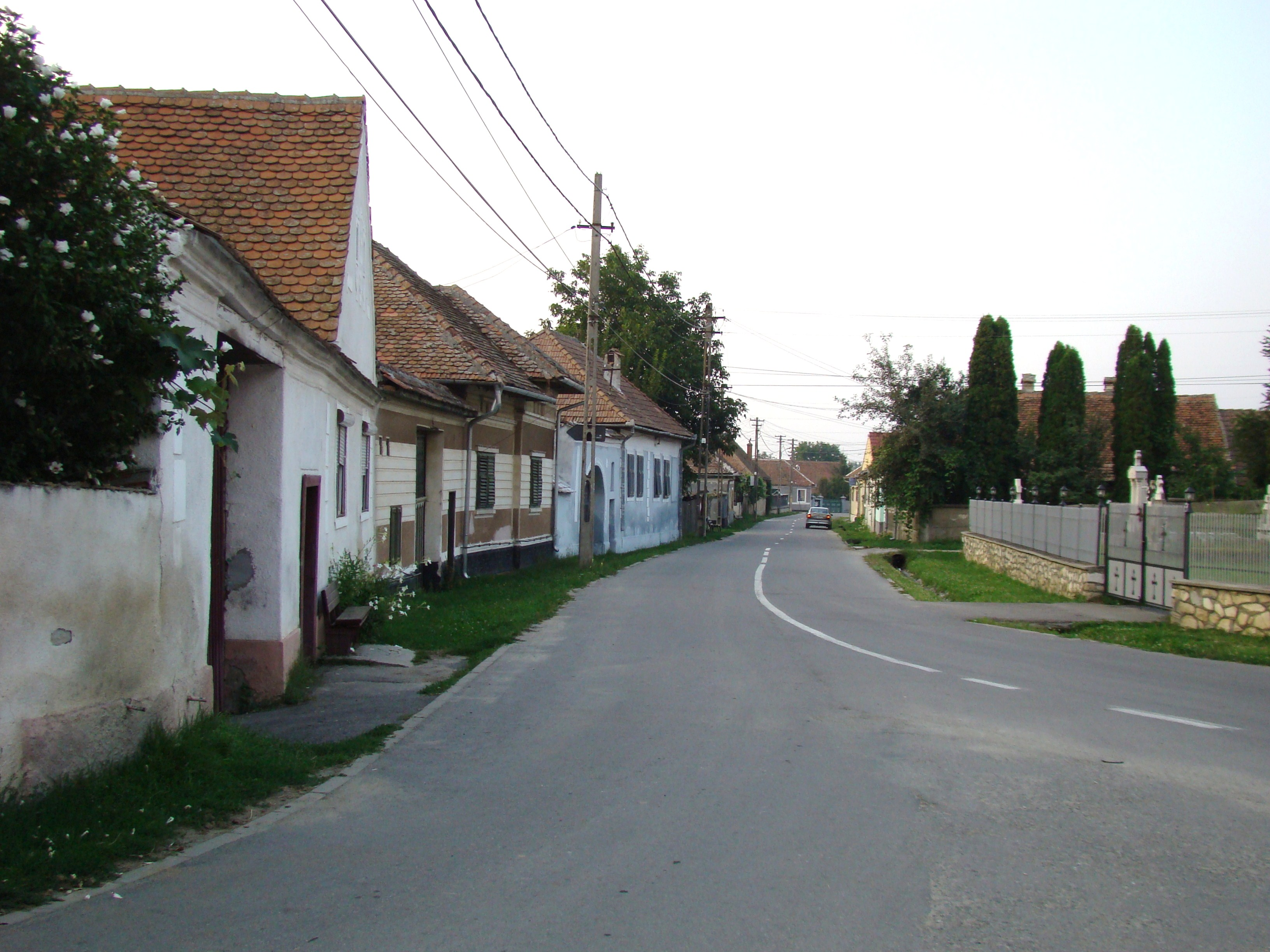
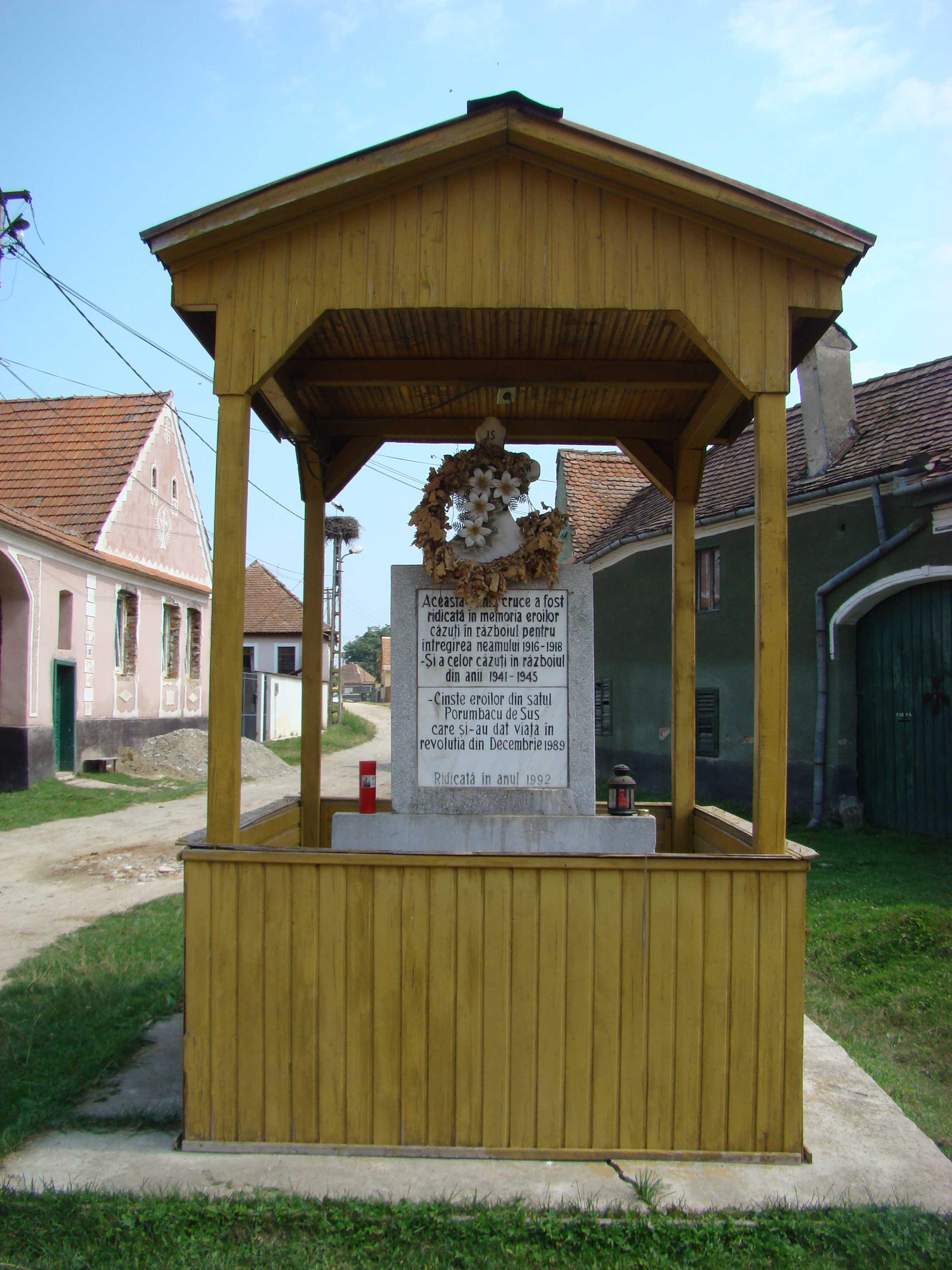
Monumentul Eroilor
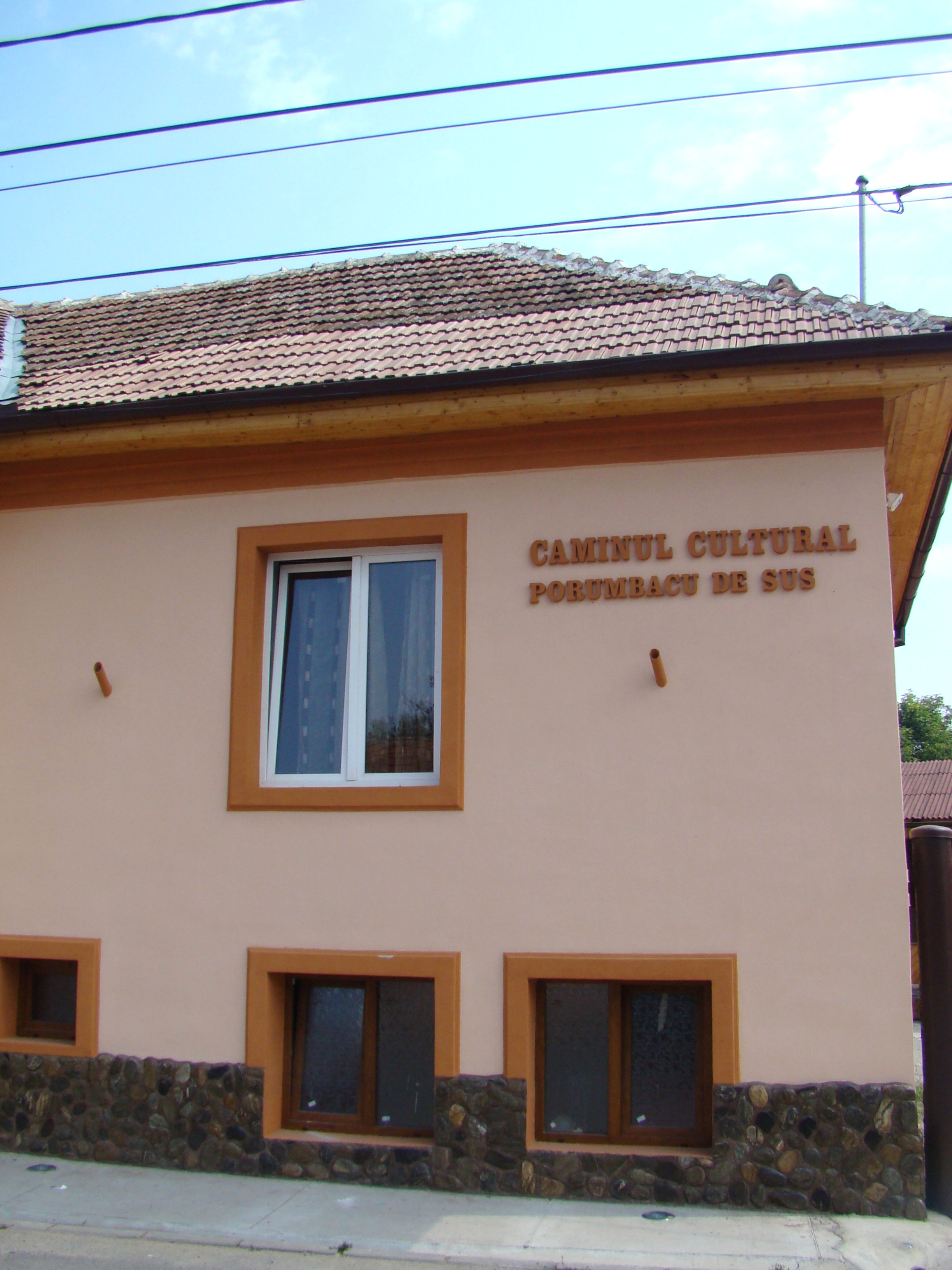
Căminul cultural
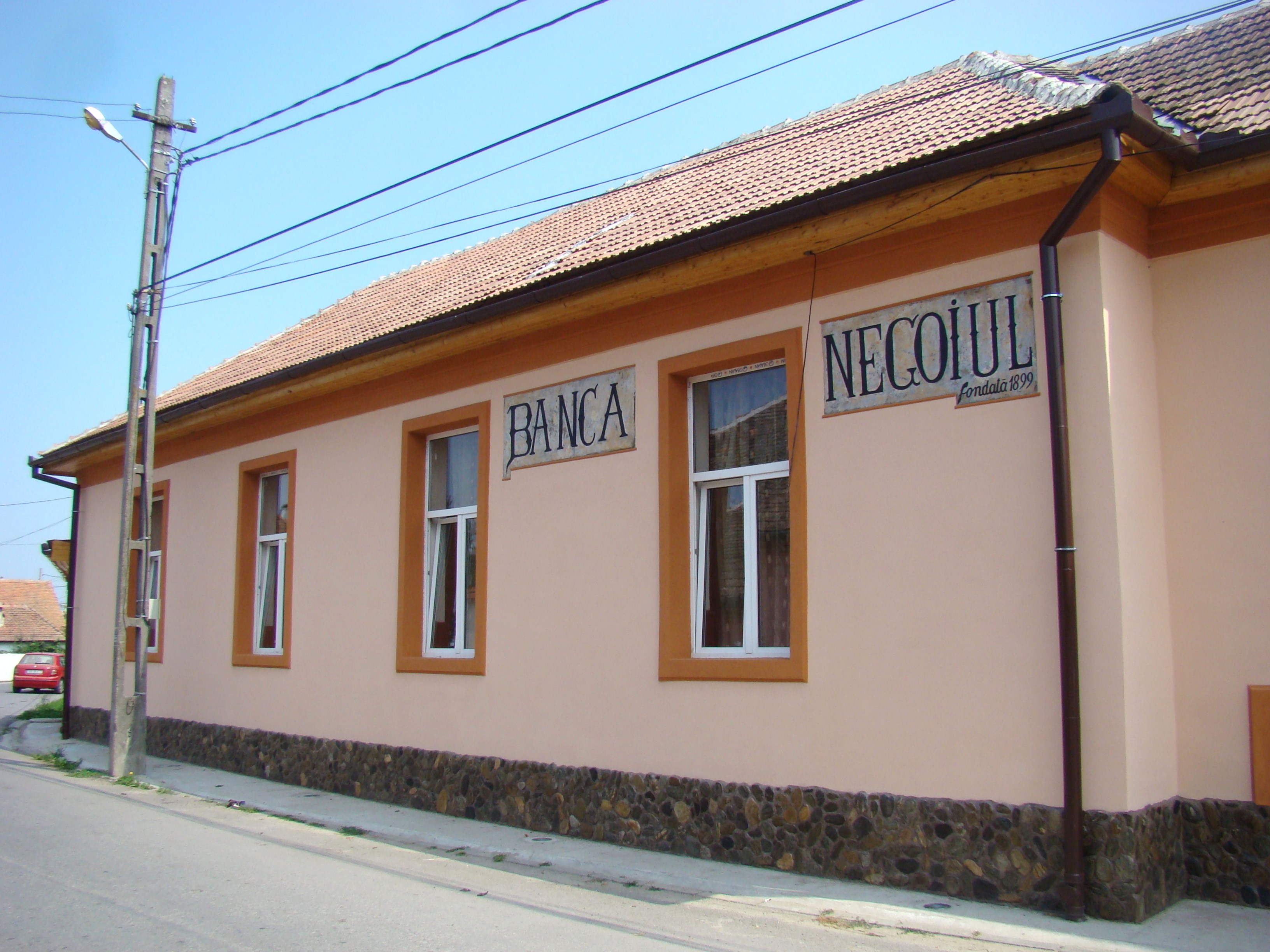
Banca Negoiul
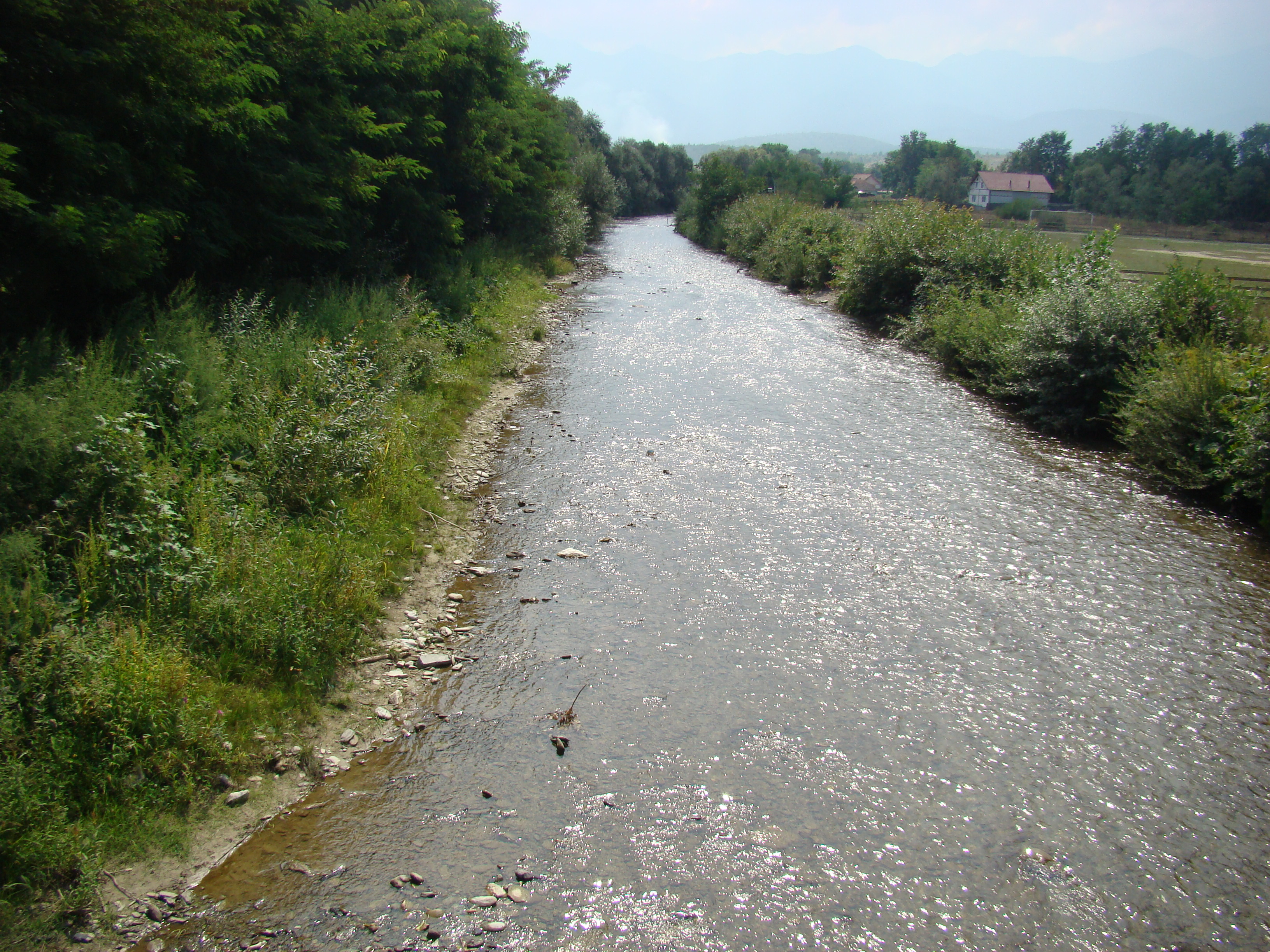
Râul Porumbacu
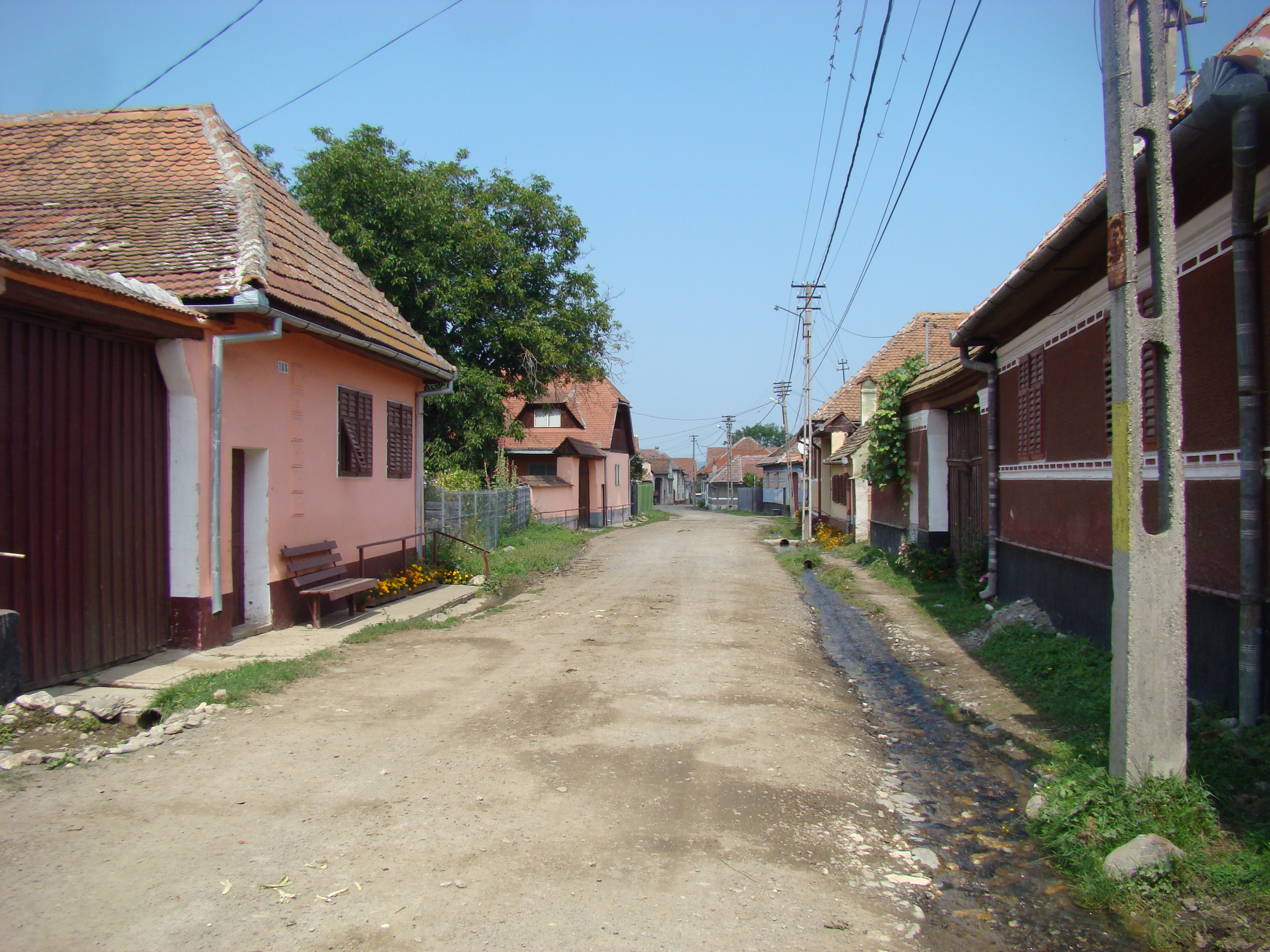
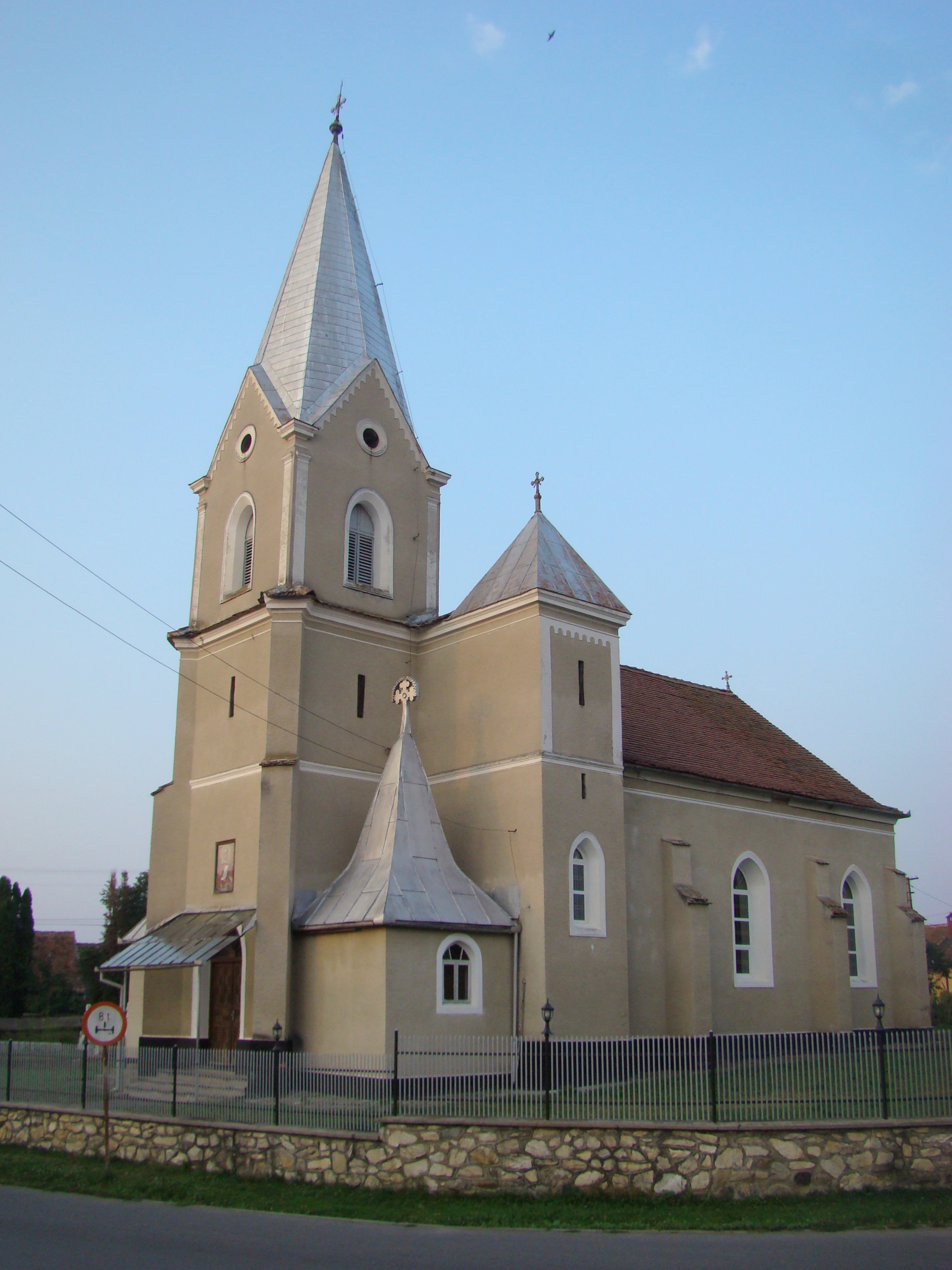
Biserica nouă cu hramul „Cuvioasa Paraschiva”
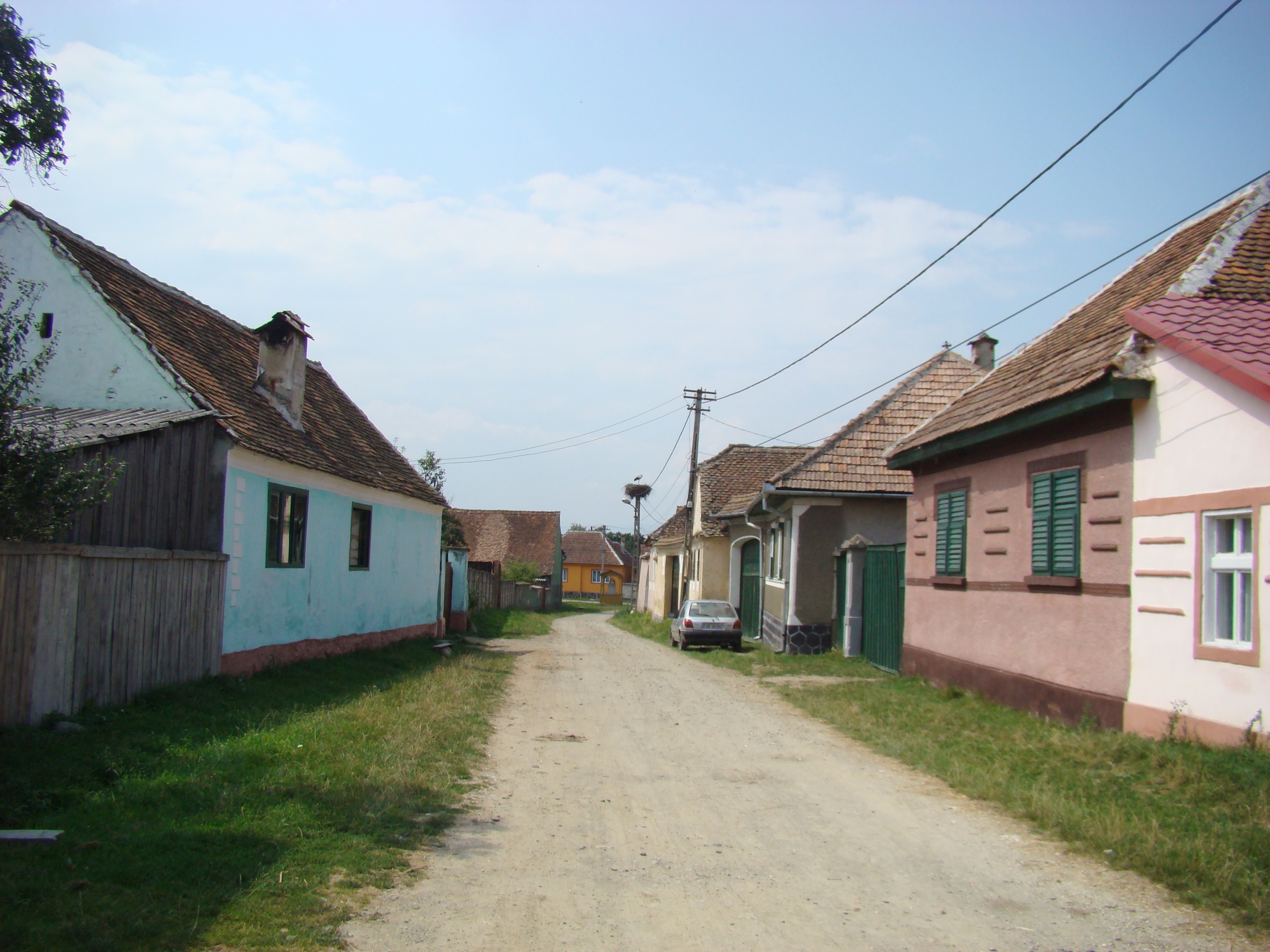
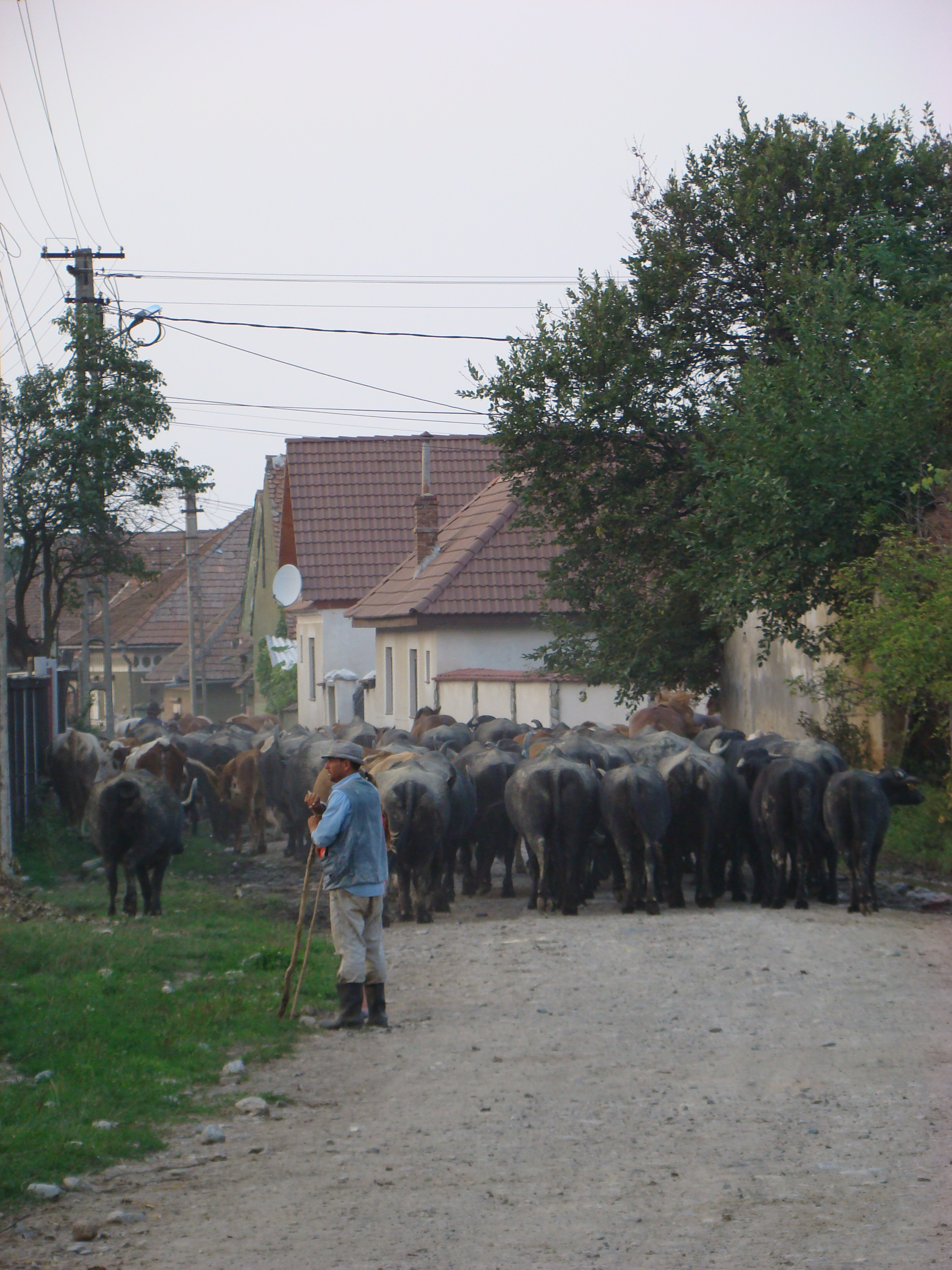

## Personalități
- Aurel Bărglăzan (1905 - 1960), inginer hidrotehnist, membru corespondent al Academiei Române